# 一番湯のカナタ
『一番湯のカナタ』（いちばんゆのカナタ）は、椎名高志による日本の漫画作品。『週刊少年サンデー』（小学館）において、2002年21･22合併号から2003年2号まで連載された。全29話。単行本は少年サンデーコミックスより全3巻刊行。

## 概要
『MISTERジパング』に次ぐ連載。「タイトルは紆余曲折ののち、最終的に『一番湯のカナタ』に決定」したとのことで、当初は『風呂王家カナタ』と連載予告されていた。また、タイトル決定後もロゴデザインが数度変更されている。打ち切りにより連載終了となった。

## ストーリー
傾きかけの銭湯・星乃湯を1人で切り盛りする高校生・星乃涼。その星乃湯に、突然異星人が現れる。ある星の亡命貴族だと言う王子・カナタ、王女・ユウリ、お供のじいの異星人3人組。居候することになった彼ら3人との、大騒動SFライフが幕を開けた。

## 登場人物
星野 涼（ほしの リョウ）
星乃湯の一人息子で高校生。店番などで学校はサボり気味。店を継ぐ気は無いものの、絶対に潰さないと誓っている。喧嘩っ早いが正義感が強く情に厚い。持ち前の気合と根性、腕っぷしの強さでカナタの「ガード・ロイヤル」を手助けする。子供の頃、店の危機を救ってくれたドイルに強く憧れ、ヒーローを志望するようになる。職業意識が強く、ストイックで女性の裸にも興味を示さない。
3巻でいきなり本体が死んでしまい、精神がカナタのスペアボディに移されてサイボーグとなる。この際に本人の体は敵の母星に送られてしまう。外見は小学生だが、ボディは頑強かつ強力。しかし、AIなどをカナタ用に調整されていたボディに移されたせいで、自制心が弱くなりスケベになった。
カナタ
トルマン王朝の王子。本国を追われ、ユウリ、じいと共に地球に亡命して来た。失言して外交問題にならないよう、語尾に「カナ」をつけて話すように躾けられている。リョウの協力のもと、王になるための試練「ガード・ロイヤル」に挑む。
前述の口癖を除いても基本的に軟弱かつ意志薄弱だが、味方の持つパワーを己の物として発揮する能力「千手王羅（せんじゅオーラ）」を持つ。
ユウリ
トルマン王朝の王女でカナタの姉。カナタ共々王族として過保護に育てられたため、エネルギー補助装置なしにはまともに動けない。ユウリが番台に座るようになってからは、女性客を中心に客足も回復の兆し。脱ぎっぷりが良い。スタイル抜群だが、本人いわく「外見はどうにでもなるからあまり意味はない」。実はリョウに好意を持つ。
じい
カナタとユウリのお供。タコのような外見をしている（リョウからは「タコじいさん」と呼ばれている）。宇宙艦隊提督で忠義に厚い。クーデターの激しい戦闘の中、王妃であるカナタとユウリの母親に2人を頼まれ、共に地球に亡命する。
セイリュート
カナタらを乗せて地球までやって来た宇宙船・星龍刀の精神。生体メカとして追加された様々な装置を駆使し、カナタらをサポートする。その力は王権の行方を変えるほどに強力。女性の意識をもっており、人型の立体映像を投影する事もできる（立体映像のはずなのだが、ビットに手を握られたことがある）。リョウの「宇宙船てのは口説かれてどうにかなるものなのか？」という問いに「悪い気はしない」と答えたことがある。その本来の能力は封印されており、ガードロイヤルの進行に応じて変化する。
命名の由来は、青龍刀。
士島 サヤカ（しじま サヤカ）
リョウの幼馴染み。ショートカットでスレンダー、男勝りで、相手が誰でも態度を変えることのないサッパリした性格をしている。リョウとは幼年期によくケンカした仲。非常に口が軽いため、カナタらの正体がばれそうになる度に記憶を消されることに。3巻で侵略宇宙人に洗脳され救出された際、過剰な記憶操作による精神の疲弊を防ぐため、最終的にはカナタ達と秘密を共有することになる。リョウに惚れているが、ユウリ、ワネットらライバルの登場により心中穏やかでない。
星野・父
リョウの父親で名目上の星乃湯店主。仕事にも私生活にもだらしなく、妻にも逃げられたダメ親父。基本は話を引っ掻き回すギャグ要員だが、ドイルを説得した際に交わした会話から、彼もワケありの過去を背負っている模様。
総長
カーマ星人。地球に亡命したが環境になじめず、不良をやっていた。リョウとの喧嘩に負けて以降はカナタ達のガード・ロイヤルに協力する。
ブラッド・ビット
旗揚げしたばかりの宇宙海賊。自分の星を持たず、辺境を流浪するビット人の1人。宇宙船を報酬に雇われ、相棒・チャカと共に地球にやって来る。セイリュートに一目惚れした。実はセイリュート本体に欲情する宇宙船フェチ。
命名の由来は、ブラッド・ピット。
チャカ
ブラッドの相棒兼兵器。普段はウサギ型だが様々な兵器に変化する。女性の胸に弱い。
アニザーキス
エイリャーン星の広域指定悪性生物。他の生命体に寄生してその細胞を乗っ取り、体内で増殖、宿主を食い破って飛び出す。対処が非常に難しく、滅亡した星もいくつか存在。サヤカに寄生し地球での繁殖を成そうとするが、ドイルによって阻止される。宇宙中で駆除されているため絶滅寸前であり、サヤカに寄生した一匹だけが残り、その後はドイルの説得で新たな生き方を模索する為に彼と行動を共にしている。
命名の由来は、アニサキス。
ドイル
元プレアデス騎士団員。仲間割れによる戦いで力を失い、騎士団解散後は地球でやさぐれた生活を送る。現地食中毒者で牛乳が手放せない。過去に地上げ屋（実は宇宙人）から星乃湯を救い、リョウの憧れの存在となる。騎士団解散の切っ掛けに後述のカ・ローが関わっているらしき独白がある。
命名の由来は、映画『フレンチ・コネクション』のジミー・ドイル。
ワネット
カナタの婚約者。カナタを追いかけて地球までやって来る。宇宙船の名前はマリー・アント。王妃になることだけが望みで、親の決めた婚約者であるカナタにはつれない。リョウに一目惚れする。見かけによらずIQは300以上だがマッドサイエンティスト。
命名の由来は、マリー・アントワネット。
クロカゲ
ワネットが作り出したクローン忍者。あらゆる武術をインプットされており、平時は彼女の身の回りの世話をする。デザイン上のモチーフは『乱破S.S.』の妖岩で、言葉を話さず見た目もそのまんまだが、スリット型のゴーグルをしている。
カ・ロー
クーデターを起こし、ナ・リタ王国の新王となった悪家老。王族を1人残らず狩り立てるため、度々追っ手を放つ。星馬槍（セイバーソー）という星龍を持つ。元プレアデス騎士団員の可能性があるとのこと。
命名の由来は、家老。
天沼 ゆかり（あまぬま ゆかり）
異星人調査のため、リョウとカナタが潜入した小学校の児童。クラスメート曰く、サイセイフリョーセイナントカという病気であり、最近学校に復帰したばかり。医師にあまり体を動かさないよう言われている。

## 舞台・設定
星乃湯（ほしのゆ）
町内最後の銭湯。やる気のないスケベな父親（こともあろうに女湯の客にデレデレしているので女客は減る一方）と、そんな父親に愛想をつかして出て行った母親に代わってリョウが切り盛りしている。番台方式で、ボイラーをガス式にしたばかり。時代の流れには逆らえず、経営は厳しい。入浴料は400円。
星龍族（せいりゅうぞく）
王権を守護する宇宙獣。大昔は恒星のエネルギーを食い荒らしていた害獣だったが、カナタらの祖先との何千年にも渡る戦争の後、休戦して共生関係を築いたとされる。人工エネルギーを得る代わりに、宇宙船として王族に力を与えている。王家の男子は星流刀と共に生まれ育つ。
アイコン
王族やそれに準じた地位の者が利用する身体補助装置。契約した星龍族や宇宙船から供給されるエネルギーで稼働しており、カナタやユウリたちはこれがないと地球の重力下では立ち上がるのも苦労するほど虚弱なため、身体的負荷が軽減される風呂が好きになる。逆にそれなりに地力に優れる者が使えば、これだけで超人級の能力を発揮する。
千手王羅（センジュオーラ）
王族に現れるとされる能力の1つ。他人の生体エネルギーを吸収し自分のものとして放出する。配下が1000人いれば文字通り一騎当千となり得るが、カナタの場合、本人が無力な為「味方がいない」と人並み以下である。
ガード・ロイヤル
惑星守護試練。任意の星の秩序と平和をあらゆる悪と暴力から守り、王の徳を示す。王位を目指す者ならば避けて通れない。セイリュートが最後の試練としてカナタに課した。ポイント制であり、100万ポイントでクリアとなる。
宇宙海賊（うちゅうかいぞく）
ハイテク武装し、無防備な惑星や船を襲う略奪集団。金のためなら文化財、資源、生きた人間等あらゆるものを略奪し、場合によっては証拠隠滅を目的にその惑星を破壊する。小規模でも侵略者と見なされる。だが、中にはビットたちのように生活基盤となる惑星や設備がないため、仕方なくやっている例もある。
プレアデス騎士団（プレアデスきしだん）
宇宙の正義と平和のために活動していた集団。あらゆる物質・バリアーを透過して攻撃するほぼ無敵の超能力・エーテル振動波を持っており、その悪用を避けるために厳しく管理・統制されていた。内部分裂による戦闘で大半が死亡し、解散となった。
ネタの由来は、ジェダイ騎士団。

## 単行本
- 一番湯のカナタ 1 ISBN 4091265812（2002年9月18日）
- 一番湯のカナタ 2 ISBN 4091265820（2002年11月18日）
- 一番湯のカナタ 3 ISBN 4091265839（2003年1月18日）